# Románd
Románd (německy Romand) je vesnice v Maďarsku v župě Győr-Moson-Sopron, spadající pod okres Pannonhalma. Nachází se asi 10 km jihovýchodně od Pannonhalmy a asi 24 km jihovýchodně od Győru. V roce 2015 zde žilo 313 obyvatel. Dle údajů z roku 2011 tvoří 90,8 % obyvatelstva Maďaři, 4,3 % Němci, 0,7 % Rumuni, 0,7 % Slováci a 0,3 % Romové.
Sousedními vesnicemi jsou Bakonygyirót, Bakonypéterd, Gic, Lázi a Veszprémvarsány.